# Josephine Keßling

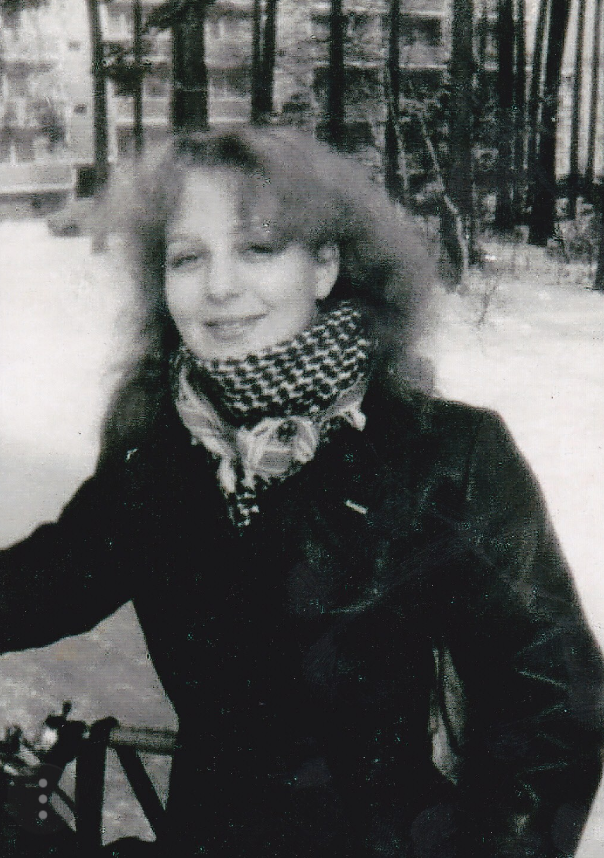
Josephine Keßling im Winter 1981/1982 in Torgelow

Josephine Keßling (* 9. Februar 1962 in Sangerhausen) ist ein Mitglied der früheren der DDR-Friedensbewegung und reiste 1983 in die Bundesrepublik aus.

## Leben

### Kindheit und Jugend
Josephine Keßling wuchs als Tochter des Sonderschulpädagogen und Schriftstellers Volker Keßling und der Kinderkrankenschwester Ingrid Keßling (geb. Wozilka) im thüringischen Artern auf. Sie wurde katholisch getauft und erzogen. Von 1968 bis 1976 besuchte sie die Polytechnische Oberschule „Maxim Gorki“. 1976 trennten sich die Eltern und Josephine zog mit ihrer Mutter ins benachbarte Nebra. Dort besuchte sie bis zu ihrem Abschluss 1980 die Polytechnische Oberschule „Erich Langrock“. Aufgrund ihrer bürgerlichen Herkunft und des offenen Tragens einer Kreuzkette wurde sie an dieser Schule ausgegrenzt. Der Wechsel auf eine Erweiterte Oberschule wurde ihr trotz sehr guter schulischer Leistungen verwehrt. Es folgte eine Ausbildung zur „Facharbeiterin für Keramtechnik“ beim VEB Vereinigte Porzellanwerke Kahla, die sie 1980 abschloss.

### Engagement in der Jungen Gemeinde Halle Neustadt
Während der Ausbildung in Kahla knüpfte Josephine Keßling erste Kontakte zur Blueserszene der DDR. Sie begann, zu Konzerten zu trampen und kam im Frühjahr 1980 zum ersten Mal mit der Jungen Gemeinde Halle Neustadt unter Jugenddiakon Lothar Rochau in Berührung. Nach ihrem Umzug nach Halle (Saale) im selben Jahr wurde sie zum festen Bestandteil der Jungen Gemeinde. Sie war an der Vorbereitung von Friedensgebeten, Werkstätten und Gottesdiensten beteiligt, so z. B. der Werkstatt-Tage 1981 und 1982. Dabei engagierte sie sich insbesondere in der Basisgruppe Sozialer Friedensdienst (SoFD). Im Januar 1982 reiste sie als Abgesandte der Jungen Gemeinde Halle Neustadt zu einer Arbeitstagung in der Dresdner Weinbergskirche unter der Leitung von Pfarrer Christoph Wonneberger. Auf dieser Tagung beschlossen die Anwesenden Abgesandten, das Symbol „Schwerter zu Pflugscharen“ als Erkennungszeichen für ihre Friedensaktivitäten zu nutzen. Außerdem stand Josephine Keßling in Kontakt mit dem Pfarrer Rainer Eppelmann, der 1982 gemeinsam mit Robert Havemann den Berliner Appell Frieden schaffen ohne Waffen verfasste. Das Ministerium für Staatssicherheit verhinderte jedoch, dass Josephine Keßling die Erklärung unterschreiben konnte. In Halle arbeitete sie zunächst als Medizinische Hilfskraft in der Kinderpsychiatrie. Anschließend war sie von 1981 bis 1983 für die Volkssolidarität tätig.

### Maßnahmen der Staatssicherheit
Josephine Keßling kam 1980 erstmals ins Blickfeld des Ministeriums für Staatssicherheit. Sie galt als „Person mit feindlich-negativer Grundhaltung“. In den Folgejahren berichteten zahlreiche Inoffizielle Mitarbeiter über ihre Aktivitäten in der Jungen Gemeinde, ihre Wohnsituation in einem besetzten Haus sowie ihren Antrag auf Ständige Ausreise aus der DDR, den sie 1981 gestellt hatte. Die Staatssicherheit wies an, dass Josephine Kessling im Rahmen ihrer Arbeit für die Volkssolidarität in den Innendienst versetzt wurde, da sie dort besser kontrolliert werden konnte. Die Behörde nutzte die Informationen, die ihre Vorgesetzte über sie sammelte. In der Folge leitete das MfS die Operative Personenkontrolle (später Operativer Vorgang) „Kopie“ ein. Ziel war es unter anderem, strafrechtlich belastbares Material über Josephine Keßling zu sammeln und ihre Ausreise in die Bundesrepublik zu verhindern. Konkret prüfte die Staatssicherheit, ob sich nicht Straftaten nach §100 StGB-DDR (Staatsfeindliche Verbindungen), §213 StGB-DDR (Ungesetzlicher Grenzübertritt) sowie §219 StGB-DDR (Ungesetzliche Verbindungsaufnahme) nachweisen ließen. Im selben Jahr sah sich das die Staatssicherheit jedoch gezwungen, den nunmehr neunten Antrag auf ständige Ausreise zu genehmigen. Vorausgegangen waren ein Brief an Bundeskanzler Kohl, der Besuch von Josephine Keßling in der Ständigen Vertretung der Bundesrepublik und die Kontaktaufnahme ihrer Verwandten im Westen zum Bundesministerium für innerdeutsche Beziehungen. Aus den Akten geht hervor, dass die Staatssicherheit eine Gefahr darin sah, dass diese Aktionen dem Ansehen der DDR schaden könnten und dass eine Ausreise weniger Schaden anrichten würde.

### Ausreise in die Bundesrepublik
Josephine Keßling siedelte im August 1983 in die Bundesrepublik über. Das MfS verhängte noch im selben Jahr eine Einreisesperre gegen sie. Die Behörde unterstellte ihr Verbindungen zu einem „feindlichen“ Nachrichtendienst und fortgesetzte Beeinflussung ihres früheren Umfeldes. Von 1984 bis 1986 lebte Josephine Keßling in Österreich. Aus dieser Zeit finden sich in ihrer Stasi-Akte Dokumente des KGB, die darauf schließen lassen, dass zu dieser Zeit der sowjetische Geheimdienst für ihre Überwachung zuständig war. Nach dem Umzug nach Bayern im Frühjahr 1986 finden sich wieder Akteneinträge der DDR-Staatssicherheit. Die letzten Einträge in ihrer Akte stammen aus dem März 1989. Josephine Keßling war zwei Mal verheiratet und hat vier Kinder: Rebecca Scarlett, David, Eva und Paula. Seit 2014 lebt und arbeitet sie in Hannover.